# Яніна Турек
Яніна Турек, уроджена Гуртлер, (нар. 21 листопада 1921, пом. 12 листопада 2000, Краків ) — польський хроніст, автор одного з найдовших фактологічних записів  у світі.
Матері, Маріанні Ґонсіорській, було 42 роки, коли народилася Яніна, була домогосподаркою. Отець Теофіл Гуртлер був писарем. Підзаробляв викладанням малювання. Він малював картини з пристрастю, копіюючи майстрів Яцека Мальчевського, Юзефа Хелмонського та Броніслави Рихтер Яновської . Яніна відвідувала жіночі початкові школи в Кракові. За хороші успіхи в навчанні вона отримувала книги, читання та аналіз яких незабаром стали її пристрастю. Під час німецької окупації боляче пережила закриття німцями публічної бібліотеки. Війна 1939 року не дала їй можливості скласти випускні іспити та вивчати фармакологію. Мешкала з родиною в Кракові на вул. Сонячній, 4 (нині Б. Пруса). Після вінчання з Чеславом Туреком у листопаді 1941 року в каплиці норбертинського жіночого монастиря в Сальваторі молодята проживали на вул. Монюшко. У лютому 1943 року гестапо заарештувало чоловіка Яніни. На той момент вона була на 5 місяці вагітності. Чоловіка перевезли до в'язниці Монтелюпіх, а потім до німецького табору смерті Аушвіц-Біркенау. Того року німці переселили Яніну родину на вул. Паркову, 6 у районі Подгуже, де вона жила до своєї смерті.  У 1943 році у неї народився син Леслав. Незважаючи на погані умови життя та скрутне становище, Яніна Турек не полишала свого захоплення читанням і письмом. У 1943 році вона почала створювати інформаційний бюлетень – детальний опис свого повсякденного життя згідно з дюжиною правил, яких неухильно дотримувалися. Вона продовжувала цю роботу протягом 57 років, аж до своєї смерті в 2000 році.
У 1945 році помер її єдиний брат Ігнацій. Того ж року з табору смерті повернувся чоловік Чеслав. У 1947 році у неї народився син Єжи, а в 1951 році — донька Єва. Після розлучення з чоловіком у 1958 році Яніна працювала спочатку касиром у продуктовому магазині, потім поштовим службовцем і, нарешті, секретарем у конторі. Яніна Турек усе життя була нерозривно пов’язана з Краковом.

## Творчість

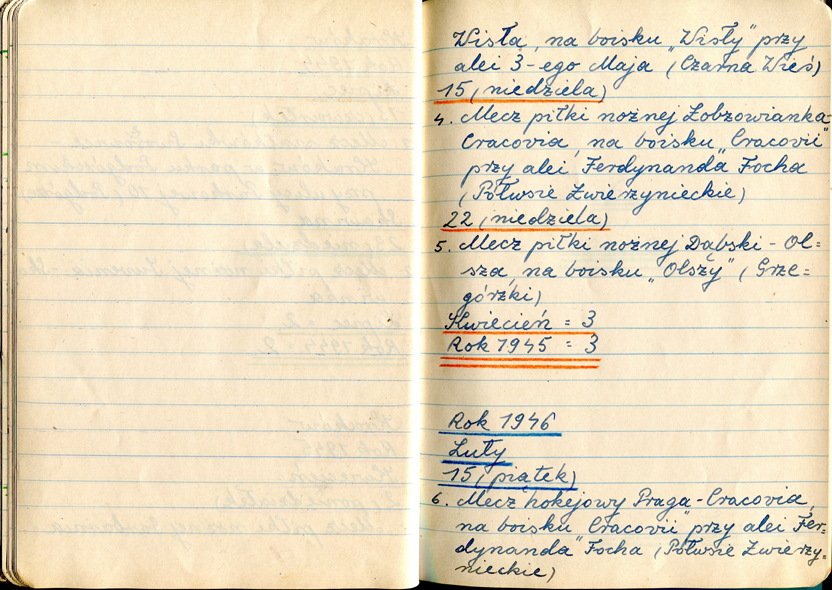
Один із 745 зошитів Яніни Турек

Яніна Турек не була пов’язана з жодним літературним середовищем чи політичним рухом. З цієї причини діяльність Яніни Турек можна розглядати в категорії маргінального мистецтва та арт-бруту, де естетична та художня діяльність відбувається поза рамками та конвенціями мейнстрімового мистецтва, часто ізольовано. За життя автора її діяльність залишалася таємницею. Лише після її смерті справа її життя побачила світ. Твір складається з 745 зошитів із 410 000 послідовно записаних і класифікованих фактів із повсякденного життя. Яніна Турек розділила своє життя на 33 категорії. Кожен запис має дату, назву дня, колір і порядковий номер. Усі записи підсумовуються щомісяця та щороку. Кожен рік має колір, який повторюється кожні десять років. Кожен зошит має підпис, номер і підномер. Ідея інформаційного бюлетеня виникла не раптово. З 1939 року Турек ретельно вела «Мемуари, радше щоденник», у якому вона висловлює свій страх, що не зможе записати все, що хотіла б записати на папері. Лише в 1943 році вона почала займатися фактографією. У своєму списку вона увічнила, серед інших, 15786 страв з детальним описом продуктів, 84 523 людей, побачених мимохідь, 23 397 випадково зустрітих людей, 36 822 людей, які її відвідали, 1922 людей, з якими вона домовилася про зустріч, 38 196 телефонних дзвінків, 44 453 отриманих подарунків, 26 683 подарунків з детальним описом (наприклад, польова квітка, один апельсин), прочитала 3 517 книг і журналів, подивилась 70 042 фільми і телепрограми.

## Виноски
1. ↑  The Official Website of the Internet Factology Institute.